# William Coales
William Coales (né le 8 janvier 1886 - mort le 19 janvier 1960) est un athlète britannique, médaillé d'or aux Jeux olympiques de 1908. 

## Palmarès

### Jeux olympiques d'été
- Athlétisme aux Jeux olympiques de 1908 à Londres,  Royaume-Uni
  -  Médaille d'or du 3 miles par équipes